# Saturn LX
Saturn LX, provisionalment conegut com a S/2004 S 29, és un satèl·lit natural de Saturn i membre del grup gal. El seu descobriment va ser anunciat per Scott S. Sheppard, David C. Jewitt i Jan Kleyna el 7 d'octubre de 2019 a partir d'observacions realitzades entre el 12 de desembre de 2004 i el 17 de gener de 2007. Va rebre la seva designació permanent l'agost de 2021.
Saturn LX té uns 4 quilòmetres de diàmetre i orbita Saturn a una distància mitjana de 17 milió km (11 milió mi) en 837.78 dias (), amb una inclinació mitjana de 38,6° respecte a l'eclíptica, amb una excentricitat de 0,485.
Inicialment es va pensar que Saturn LX formava part del grup inuit abans de ser recategoritzat al grup gal el 2022.(p7)